# Computador químico
Um computador químico, também chamado de computador reação-difusão BZ ou computador gooware é um computador convencional com base numa "sopa" química semi-sólida, onde os dados são representados por variações nas concentrações de substâncias químicas. Os cálculos são realizados pela ocorrência natural de reações químicas. Até o momento ele ainda está em um estágio experimental muito inicial, mas pode ter um grande potencial para a indústria de computadores.
Assim como existem computadores baseados em princípios da física, como os quânticos, esse modelo computacional usa leis da química para armazenar e processar dados.

## Justificativa
A simplicidade desta tecnologia é uma das principais razões para sua utilização futura, podendo concorrer com os modelos de hardware atuais. Um moderno microprocessador é um dispositivo incrivelmente complicado que pode ser destruído durante a produção por apenas uma única partícula microscópica no ar. Em contraste com esses, os componentes químicos são simples, estáveis e de produção barata.
Os bits num microprocessador convencional comportam-se como carros no trânsito da cidade, eles só podem usar determinadas caminhos, têm de abrandar e esperar um pelo outro no cruzamento de tráfego, e apenas um campo de condução pode ser usado por vez. Na solução BZ as ondas estão se movendo em todas as direções pensáveis, largura, distância e uns contra os outros. Estas propriedades podem tornar um computador químico capaz de lidar com bilhões de vezes mais dados que um computador tradicional. Uma analogia seria o cérebro, mesmo que um microprocessador possa transferir informações muito mais rápido do que um neurônio, o cérebro ainda é muito mais eficaz para algumas tarefas, pois ele pode trabalhar com uma quantidade muito maior de dados ao mesmo tempo.

## Antecedentes históricos
Originalmente reações químicas eram vistas como um simples movimento para um equilíbrio estável, o que não foi muito promissor para a computação. Esta visão foi mudada após uma descoberta feita por Boris Belousov, um cientista soviético, em 1950. Ele criou uma reação química entre diferentes sais e ácidos, capazes de variar sua cor entre amarelo e transparente, por conta da concentração dos diferentes componentes, indo para cima e para baixo de maneira cíclica. Na época isso era considerado impossível, porque parecia ir contra a segunda lei da termodinâmica , que diz que em um sistema fechado a entropia só irá aumentar ao longo do tempo, fazendo os componentes da mistura distribuir-se até que o equilíbrio seja adquirido e de fazer impossível qualquer mudança na concentração. Mas, modernas análises teóricas mostram que reações suficientemente complicadas podem de fato abranger fenômenos ondulatórios sem quebrar as leis da natureza. Uma convincente demonstração visível foi alcançada por Anatol Zhabotinsky com reações Belousov-Zhabotinsky mostrando ondas em espiral colorida).

## Princípios básicos
As propriedades de onda da reação de BZ mostram que elas podem mover as informações da mesma forma como todas as outras ondas. Isso ainda deixa a necessidade de computação, realizada por microchips convencionais usando o código binário de transmissão e mudar uns e zeros através de um sistema de portas lógicas. Para executar qualquer cálculo concebível é necessário ter apenas portas NAND. (A porta NAND tem dois bits de entrada. Sua saída é 0 se ambos os bits forem 1, caso contrário é 1). Na versão para computador química portas lógicas são implementadas por ondas de concentração de bloqueio ou amplificando umas as outras de maneiras diferentes.

## Pesquisa atual
Em 1989, foi demonstrado como reações químicas sensíveis à luz poderiam ser usadas no processamento de imagens. Isto levou a um aumento no campo da computação química. Andrew Adamatzky na Universidade do Oeste da Inglaterra demonstrou portas lógicas simples, utilizando de processos de reação-difusão. Além disso, ele tem mostrado teoricamente como um hipotético "2 + média" modelado como um autômato celular pode executar cálculos.
A descoberta veio quando ele leu um artigo teórico, de dois cientistas que ilustra como fazer portas lógicas para um computador usando as bolas em uma mesa de bilhar como um exemplo. Como no caso da porta AND, duas bolas representa dois bits diferentes. Se uma única bola atira para um ponto comum de colisão, o bit é 1. Se não, ele é 0. Uma colisão só poderá ocorrer se ambas as bolas são enviados em direção ao ponto, que é então registado da mesma maneira como quando dois electrónicos 1 dá um novo e único 1. Desta forma, as bolas trabalham juntas, como uma porta AND. A grande conquista de Adamatzkys foi transferir este princípio para o BZ-chemicale e substituir as bolas de bilhar pelas ondas. Se ocorrer duas ondas na solução, que vai se reunir e criar como uma terceira onda, que é registrado como um 1. Ele testou a teoria na prática e já documentou que ela funciona. Por enquanto, ele está cooperando com outros cientistas na produção de alguns milhares portas lógicas química, que vão se tornar uma espécie de calculadora química de bolso. Um dos problemas com a versão atual desta tecnologia é a velocidade das ondas, que se espalham a uma velocidade de alguns milímetros por minuto. De acordo com Adamatzky, esse problema pode ser eliminado através da colocação das portas muito próximas umas das outras, para se certificar de que os sinais serão transferidos de forma rápida. Outra possibilidade poderia ser o uso de novas reações químicas, onde as ondas se propagam muito mais rápido. Se estes problemas iniciais forem superados, um computador químico vai oferecer vantagens claras sobre um computador eletrônico.
Um número crescente de pessoas na indústria da computação está começando a perceber o potencial desta tecnologia. A IBM está neste momento testando novas idéias no campo de microprocessamento com algumas semelhanças com os princípios básicos do computador químicos.